# Zbigniew Włodkowski
Zbigniew Włodkowski (ur. 30 kwietnia 1961 w Piszu) – polski polityk, nauczyciel i samorządowiec, poseł na Sejm V i VII kadencji, w latach 2007–2011 podsekretarz stanu w Ministerstwie Edukacji Narodowej, od 2014 burmistrz Orzysza.

## Życiorys
Pracował jako nauczyciel fizyki i chemii oraz dyrektor szkoły podstawowej. W 1998 ukończył studia magisterskie na Akademii Teologii Katolickiej w Warszawie, zaś w 1999 studia podyplomowe z edukacji informatycznej w Olsztyńskiej Szkole Wyższej a w 2000 studia podyplomowe z matematyki w Ośrodku Doskonalenia Nauczycieli w Olsztynie. Od 1998 do 2005 był radnym powiatu piskiego, od 2002 równocześnie zajmował stanowisko starosty.
W wyborach parlamentarnych w 2005 został wybrany z listy Polskiego Stronnictwa Ludowego z okręgu olsztyńskiego na posła na Sejm V kadencji. W wyborach w 2007 bez powodzenia ubiegał się o reelekcję. 28 listopada tego samego roku został powołany na stanowisko podsekretarza stanu w Ministerstwie Edukacji Narodowej.
Objął także stanowiska prezesa zarządu powiatowego PSL w Piszu, członka władz krajowych tej partii i prezesa zarządu oddziału powiatowego Związku Ochotniczych Straży Pożarnych Rzeczypospolitej Polskiej w Piszu. W 2010 został wybrany do sejmiku warmińsko-mazurskiego, pełnił funkcję przewodniczącego Komisji Budżetu i Finansów.
W wyborach w 2011 z listy PSL ponownie wybrano go do Sejmu z okręgu olsztyńskiego. W związku z tym 22 października 2011 został odwołany z funkcji wiceministra edukacji narodowej, zrezygnował także z zasiadania w sejmiku województwa warmińsko-mazurskiego. Bez powodzenia kandydował w wyborach do Parlamentu Europejskiego w 2014. W tym samym roku odszedł z Sejmu w związku z wyborem na urząd burmistrza Orzysza, stanowisko to utrzymywał także w wyniku wyborów w 2018 i 2024.

## Odznaczenia
W 2002 otrzymał Srebrny Krzyż Zasługi, a w 2011 Brązową Odznakę „Zasłużony dla Ochrony Przeciwpożarowej”.